# Friedland (Niedersachsen)
Friedland ist eine Gemeinde im Landkreis Göttingen im südlichsten Zipfel Niedersachsens im Drei-Länder-Eck mit Hessen und Thüringen. Die Nachkriegsgeschichte Friedlands und seiner Umgebung wurde geprägt durch das Lager Friedland, Grenzdurchgangslager zuerst für heimatvertriebene Deutsche. Das Lager machte nicht nur den Namen dieses Ortes weltbekannt, sondern trug auch zu einer Verdoppelung der früheren Einwohnerzahl bei. Der Bekanntheitsgrad des Ortes Friedland führte dazu, dass als Name für die neue Großgemeinde aus den 14 umliegenden Dörfern „Friedland“ vorgeschlagen und angenommen wurde, obwohl der Ort Groß Schneen als Verwaltungssitz vorgesehen und festgesetzt wurde.

## Geschichte
Am 1. Januar 1973 wurde die Gemeinde Friedland durch den Zusammenschluss der bisherigen Gemeinden Ballenhausen, Deiderode, Elkershausen, Friedland, Groß Schneen, Klein Schneen, Lichtenhagen, Ludolfshausen, Mollenfelde, Niedergandern, Niedernjesa, Reckershausen, Reiffenhausen und Stockhausen neu gebildet.

## Politik

### Gemeinderat
| Gemeinderatswahl Friedland 2021Wahlbeteiligung: 70,9 % 403020100 35,7228,9416,743,491,1014,01 SPDCDUGrüneAfDPiratenFWGFfGewinne und Verlusteim Vergleich zu 2016 %p 6 4 2 0 −2 −4−2,02−2,49+4,20+3,49−1,27−1,90SPDCDUGrüneAfDPiratenFWGFAnmerkungen:f Freie WählerGemeinschaft Friedland | Sitzverteilung im Gemeinderat Friedland 2021–2026Insgesamt 25 Sitze - Bürgermeister: 1 - SPD: 9 - Grüne: 4 - FWGF: 3 - CDU: 7 - AfD: 1 |

Der Rat ist die kommunale Vertretung und Hauptorgan der Gemeinde Friedland und beschließt über alle wichtigen Selbstverwaltungsangelegenheiten der Gemeinde. Er handelt als Vertretungskörperschaft durch Beschlüsse.
Mitglieder des Rates sind die 24 Abgeordneten, die den Titel Ratsherr bzw. Ratsfrau der Gemeinde Friedland tragen, sowie, kraft Amtes, der hauptamtliche Bürgermeister Andreas Friedrichs (SPD). Der Rat bildet Fachausschüsse. In den einzelnen Fraktionen und Ausschüssen arbeiten weitere beratende Mitglieder ohne Stimmrecht mit, die von den Fraktionen benannt werden. Der Bürgermeister nimmt an den Sitzungen des Rates und seiner Ausschüsse teil und erstattet dem Rat Bericht.
Der Vorsitzende des Rates wird aus der Mitte der Abgeordneten gewählt. Amtierender Ratsvorsitzender ist Sebastian Bause (CDU). Stellvertretende Ratsvorsitzende sind Jürgen Rozeck (SPD), Caterina Dake (FWFG) und Anton Limburg (Grüne).
Der Rat hat drei Fachausschüsse gebildet:
- Ausschuss für Bau, Planung, Entwicklung, Feuerwehr, Umwelt, Naturschutz und Energie (Vorsitz: Joachim Hoy (CDU))
- Ausschuss für Finanzen, Wirtschaft, Ordnung und Personal (Vorsitz: Immo Rühling (SPD))
- Ausschuss für Schule, Jugend, Soziales, Kultur und Sport (Vorsitz: Jürgen Rozeck (SPD))

### Wappen
Das dominierende Symbol des im Grunde silberfarbenen Wappens ist das Friedland-Mahnmal (heraldisch rot) auf dem Hagenberg (heraldisch grün). In der grünen Fläche der unteren Wappenhälfte ist zentral ein Vierspeichenrad angeordnet (silberfarben).
Der Bezirk des alten Amtes Friedland umfasste etwa den Bereich der heutigen Gemeinde Friedland. Diese geschichtliche Tatsache wird durch das Vierspeichenrad (Symbol der Gerichtsbarkeit) in der unteren Wappenhälfte symbolisiert.
Für viele Menschen ist der Name Friedland in der Vorstellung und Erinnerung eng mit dem Bild des Friedland-Mahnmals auf dem Hagenberg verbunden, weshalb es als Symbol Einzug in das Wappen fand. Die Farbwahl wurde – neben heraldischen Erwägungen – auch dadurch beeinflusst, dass die auf- oder untergehende Sonne den grauen Betonsäulen des Mahnmals eine rötliche Färbung verleiht.

## Gemeindegliederung
Zur Gemeinde Friedland gehören insgesamt 14 Ortschaften:
| - Ballenhausen - Deiderode - Elkershausen - Friedland - Groß Schneen - Klein Schneen | - Lichtenhagen - Ludolfshausen - Mollenfelde - Niedergandern mit dem Rittergut Besenhausen | - Niedernjesa mit dem Klostergut Reinshof - Reckershausen - Reiffenhausen - Stockhausen. |

### Ortsteil Friedland
Der Ortsteil Friedland hat 1318 Einwohner bei einer Gesamtgröße von 4,39 km². Ursprung des Ortes ist die landesherrliche Burg Friedland (früher „Fredeland“ für „befriede das Land“), die 1285 erstmals urkundlich erwähnt und während des Dreißigjährigen Krieges zerstört wurde. Sie diente der Sicherung der Grenze zu Thüringen und Hessen und wurde später in die Göttinger Landwehr eingebunden. Während des 13. Jahrhunderts wurde Graf Diedrich von Eberstein von den Braunschweiger Herzögen mit dem Amt Friedland belehnt, jedoch wurde die angebliche „Treulosigkeit“ Diedrichs gegenüber Albrecht I. 1252 vor der einstigen Asseburg mit dem Galgen bestraft. Das freigewordene Amt wurde anschließend der Stadt Göttingen zugesprochen, in dessen Besitz es bis zur Reformation verblieb. Aus der fruchtbaren Gegend bezog der Rat vielfach seine Getreidevorräte. Friedland behielt stets seine kleinbäuerliche Struktur bei, obwohl Orte an einem Amtssitz üblicherweise zum Flecken erhoben wurden und das Marktrecht besaßen. Friedland hat vermutlich beides nicht erhalten, da in vier Kilometern Entfernung das Klostergut Mariengarten lag, das ein großer Wirtschaftsbetrieb und Wallfahrtsort war. 1743 wurde die Ruine der Burg Friedland größtenteils abgetragen und das gewonnene Material zum Bau des ehemaligen Amtshauses (des späteren „Schlosses“, in dem sich heute ein Pflegeheim befindet), der Zehntscheune und der Amtsmühle im Ort verwendet.

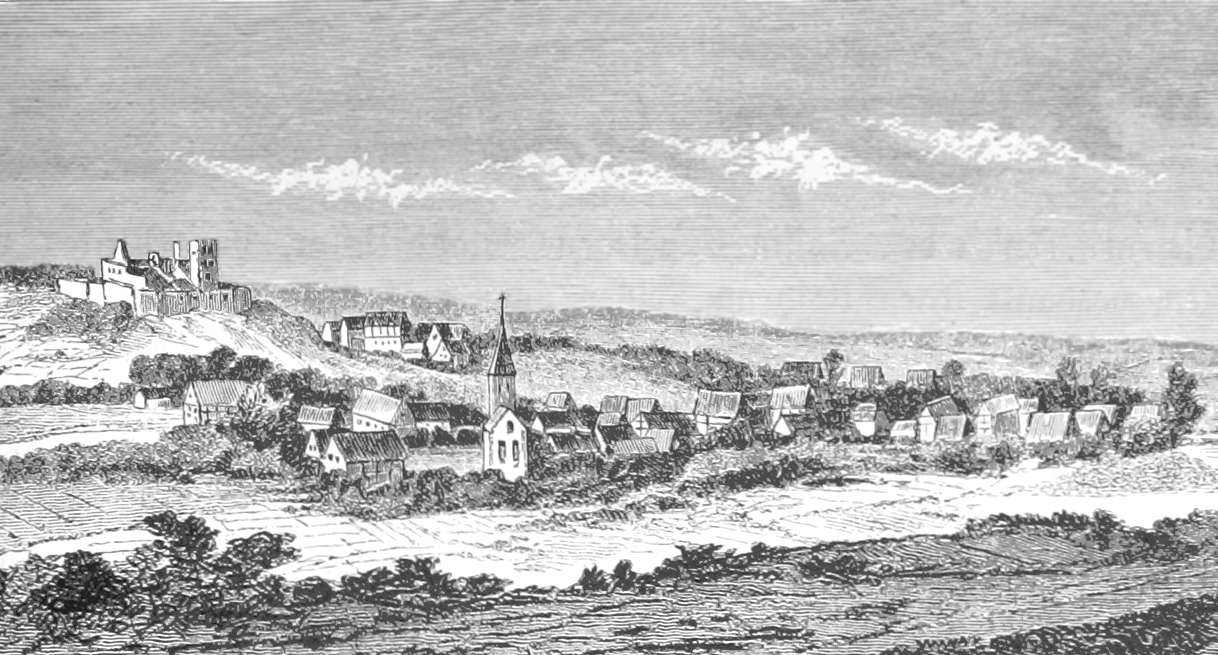
Friedland und die Ruine der Burg Friedland um 1650
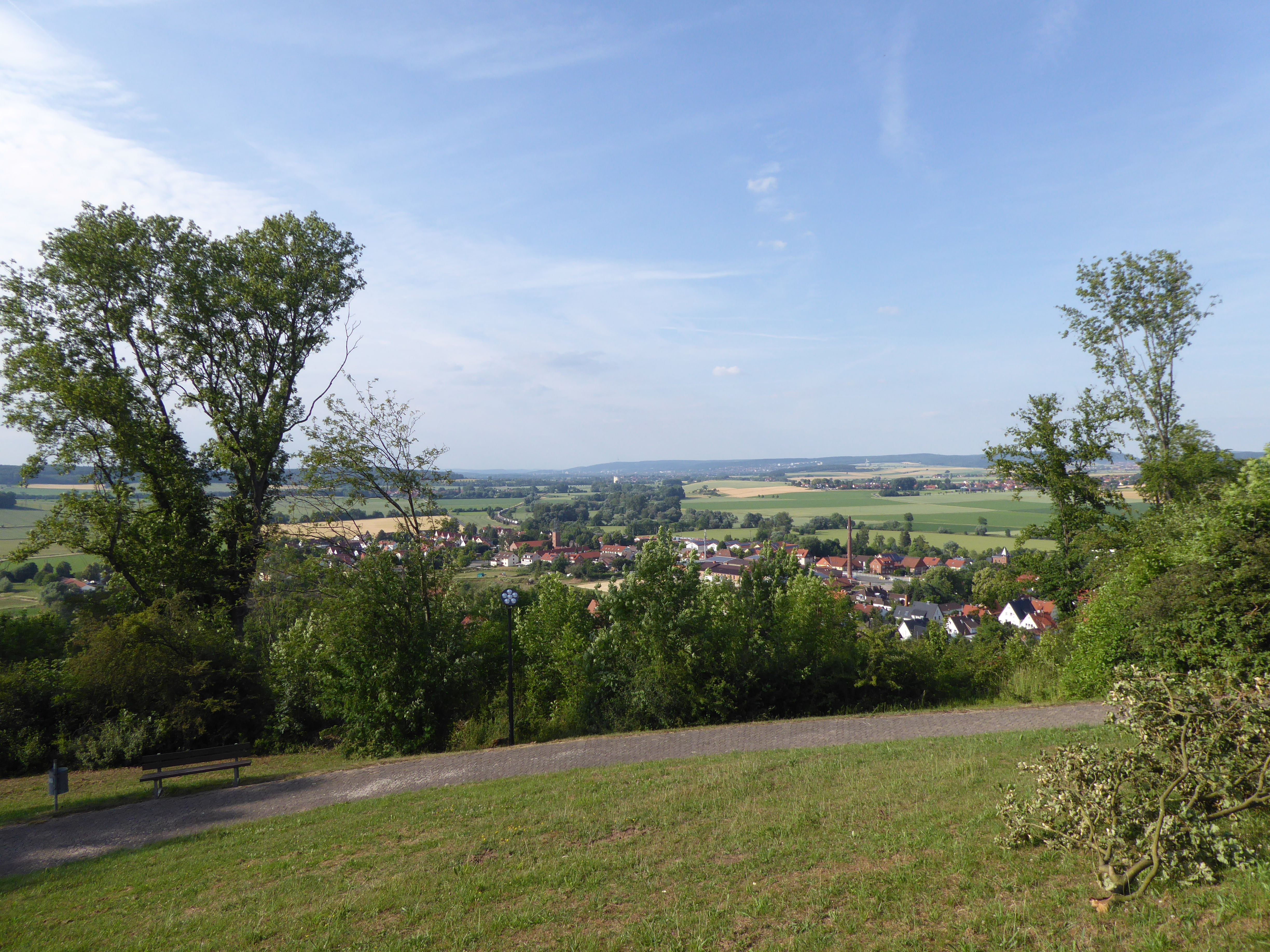
Blick von unterhalb des Mahnmals auf Friedland und weiter in Richtung Göttingen
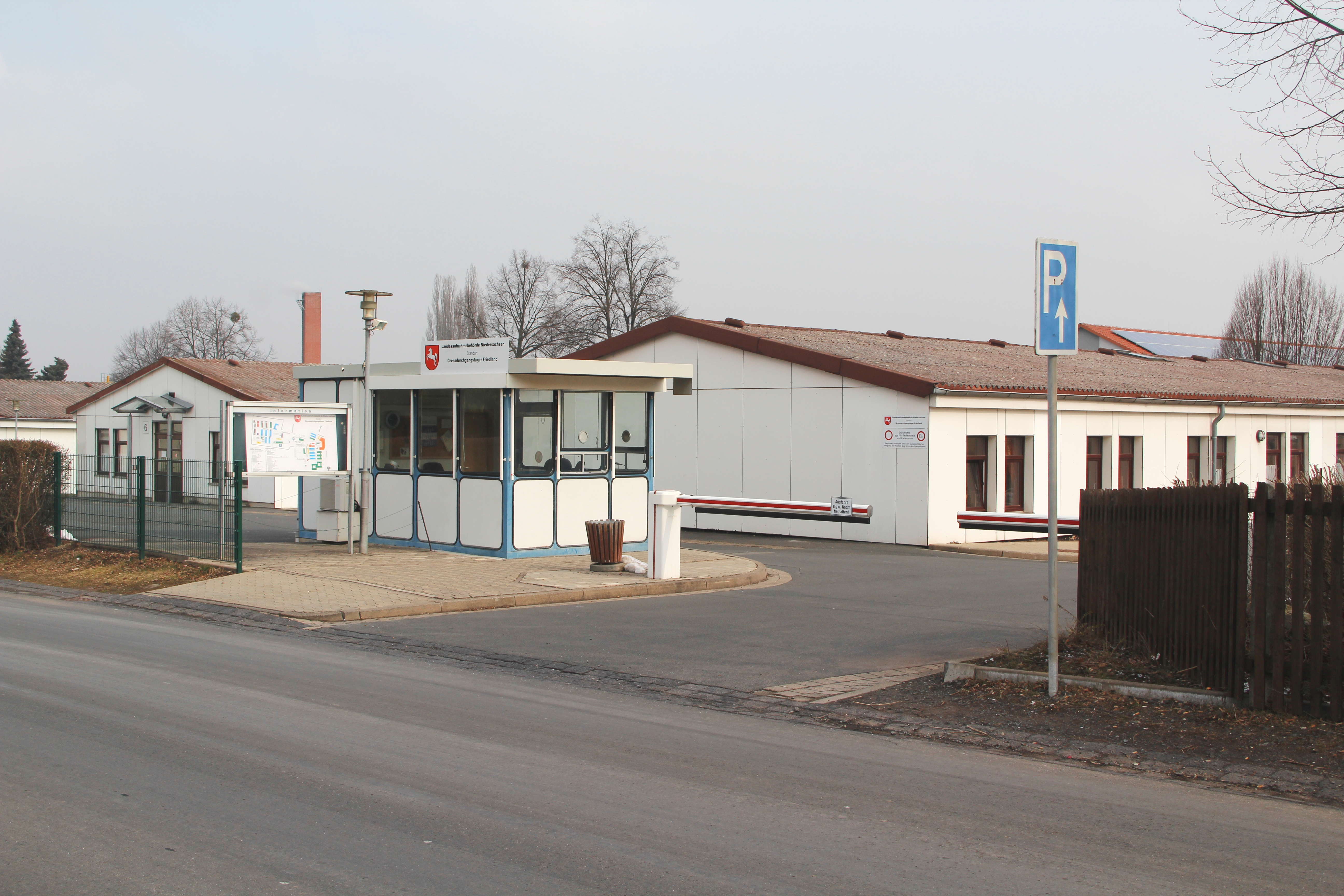
Grenzdurchgangslager Friedland
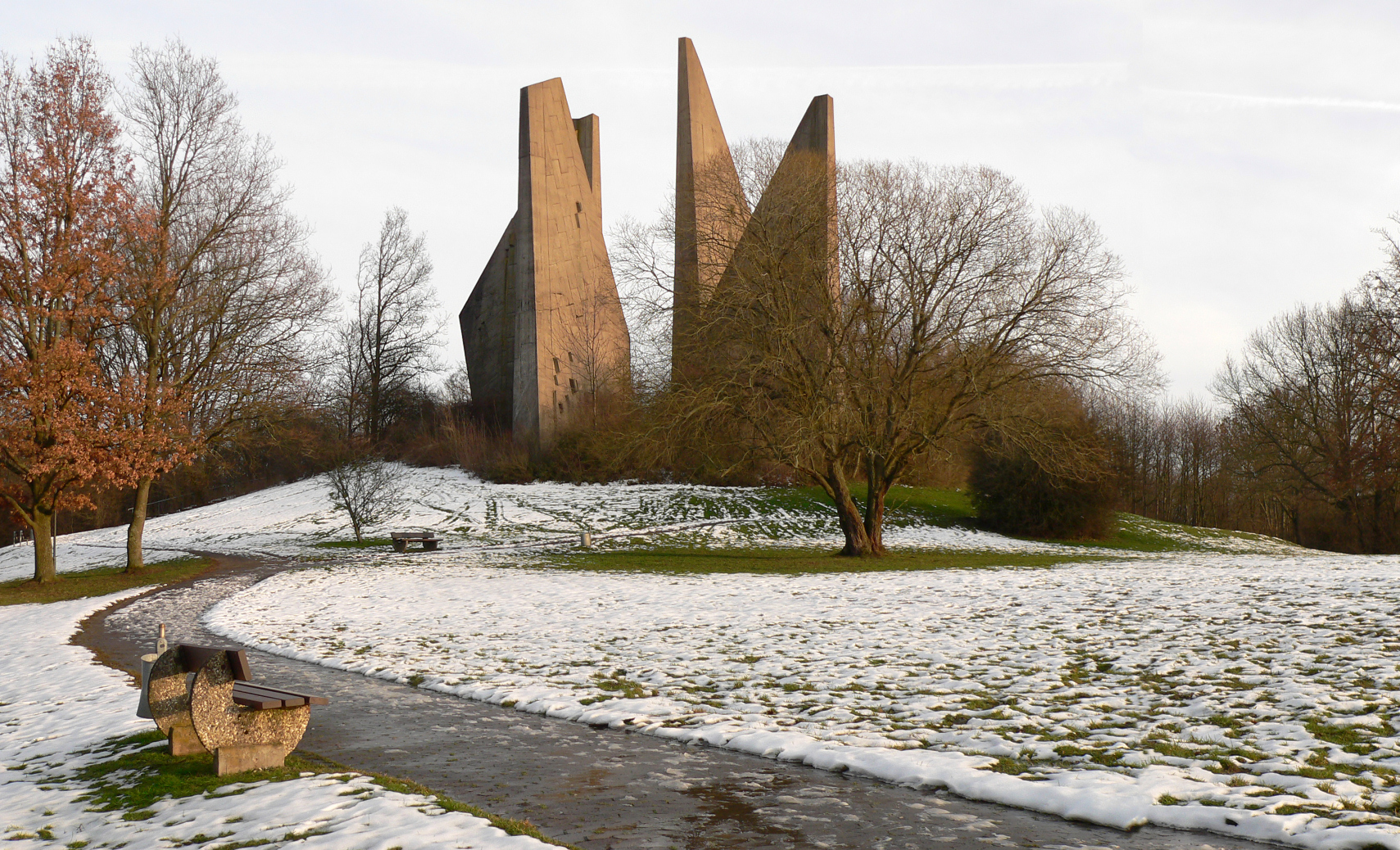
Heimkehrerdenkmal in Friedland
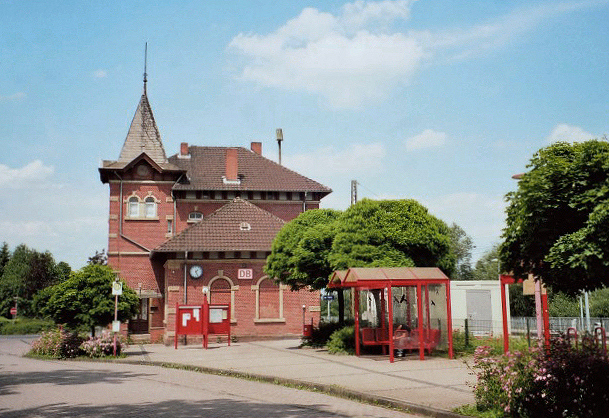
Museum Friedland im historischen Bahnhofsgebäude
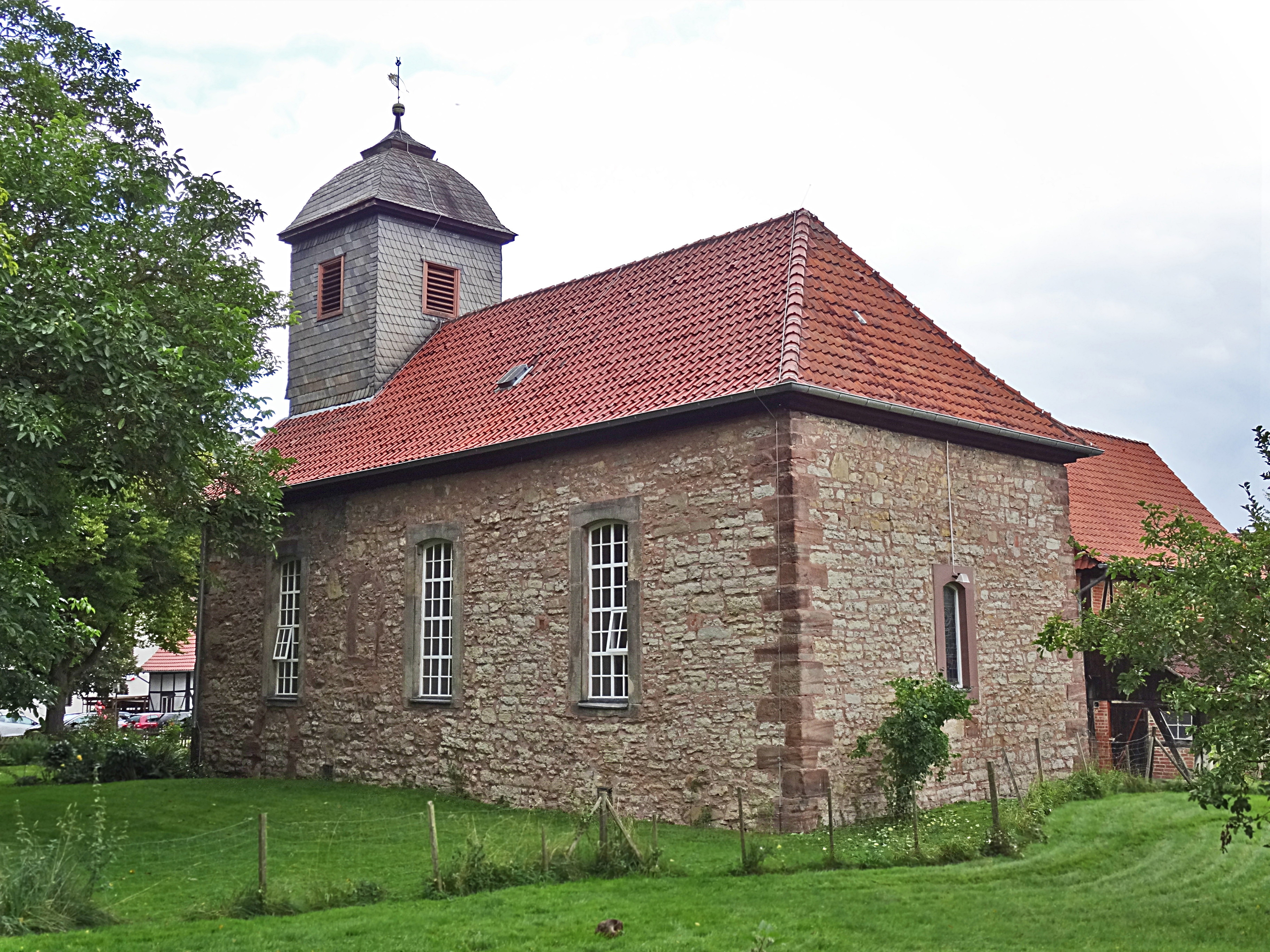
Dorfkirche St. Michaelis

Bekannt wurde der Ort vor allem durch das Lager Friedland als Grenzdurchgangslager, zuerst für heimatvertriebene Deutsche aus den ehemals deutschen Ostgebieten und dem Sudetenland. Das Lager wurde von der britischen Besatzungsmacht auf dem Gelände der nach Friedland ausgelagerten landwirtschaftlichen Versuchsanstalt der Universität Göttingen errichtet und am 20. September 1945 in Betrieb genommen.
Die Lage Friedlands am Grenzpunkt der damals drei Besatzungszonen (Niedersachsen – britisch, Hessen – amerikanisch und Thüringen – sowjetisch) sowie an der wichtigen Bahnstrecke zwischen Hannover und Kassel (Bahnstrecke Bebra–Göttingen) prädestinierten den Standort für ein Flüchtlingslager. Der Bahnhof Friedland war 1945–1949 der letzte in der britischen Besatzungszone (Eichenberg/Hessen: amerikanisch, Arenshausen/Thüringen: sowjetisch) und damit Anlass für das Grenzdurchgangslager. In den Jahren nach dem Zweiten Weltkrieg wurden Hunderttausende Heimkehrer aus der Kriegsgefangenschaft in Friedland empfangen. 1955 kamen die letzten Kriegsgefangenen aus der Sowjetunion heim, umgangssprachlich die Heimkehr der Zehntausend genannt. 1957 wurde der Verein Friedlandhilfe gegründet, um eben jenen bei der Wiedereingliederung zu helfen. Zum Empfang der Heimkehrer wurde als Choral von Friedland das Kirchenlied Nun danket alle Gott gesungen. Im Februar 1958 kamen zwei Transporte von deutschen Spezialisten mit ihren Familien aus Sochumi an.
Später wurde das Lager als Übergangslager für Übersiedler aus der DDR genutzt, heute vor allem als Aufnahmelager für Spätaussiedler. Seit Oktober 2002 (nach anderen Angaben seit 2001) ist das Lager Friedland die einzige Erstaufnahmeeinrichtung für Spätaussiedler in Deutschland. Zuständig für das Grenzdurchgangslager Friedland ist das Bundesverwaltungsamt.
Oberhalb der Ortschaft befindet sich das 1967/68 errichtete monumentale Heimkehrerdenkmal mit seiner zentralen Inschrift „Völker, entsaget dem Hass – versöhnt Euch, dienet dem Frieden – baut Brücken zueinander“. Die künstlerische Gestaltung der Gedenkstätte stammt von Hans Wachter.
Der Bekanntheitsgrad des Namens „Friedland“ war entscheidend dafür, dass die zum 1. Januar 1973 aus 14 Dörfern neu gebildete Gemeinde den Namen „Friedland“ erhielt.
Es gibt zwei Kindergärten (in evangelischer und katholischer Trägerschaft) und eine Grundschule (im Einzugsbereich von neun Ortschaften). Besonders in der Begabtenförderung hat die Grundschule Friedland eine Vorbildfunktion. In der Friedländer Mathewerkstatt können sowohl Kinder mit Dyskalkulie als auch hochbegabte Kinder sehr anschaulich Mathematik begreifen. Auch Kinder mit Lernschwierigkeiten werden optimal gefördert (jede Klasse hat weniger als 20 Schüler).
Ab August 2008 wird die Grundschule Friedland als offene Ganztagsgrundschule geführt. (Schwerpunkte: Musik/Drama/Tanz, Sport, Technik/Naturwissenschaft/Mathematik, Ernährung und Bewegung, Kunst)
Die historische evangelische Kirche sowie die evangelische Lagerkapelle, die heute auch als Pilger- und Radwegekapelle genutzt wird, gehören zur Evangelisch-lutherischen Landeskirche Hannovers. Die katholische St.-Norbert-Kirche wurde 1954/55 im Grenzdurchgangslager erbaut.
Ortsrat
Neben dem Gemeinderat, der für alle Ortsteile der Gemeinde Friedland zuständig ist, besteht ein Ortsrat für den gleichnamigen Ortsteil. Er hat sieben Mitglieder. Davon gehören vier der CDU, zwei der SPD und eines der FWGF an.
| Ortsratswahl FriedlandWbt.: 55,99 % 6050403020100 51,82 %29,49 %18,70 % CDUSPDFWGFcAnmerkungen:c Freie WählerGemeinschaft Friedland | Sitzverteilung im Ortsrat Friedland 2021–2026Insgesamt 7 Sitze - SPD: 2 - FWGF: 1 - CDU: 4 |

(Stand: Kommunalwahl am 12. September 2021)

### Ortsteil Groß Schneen

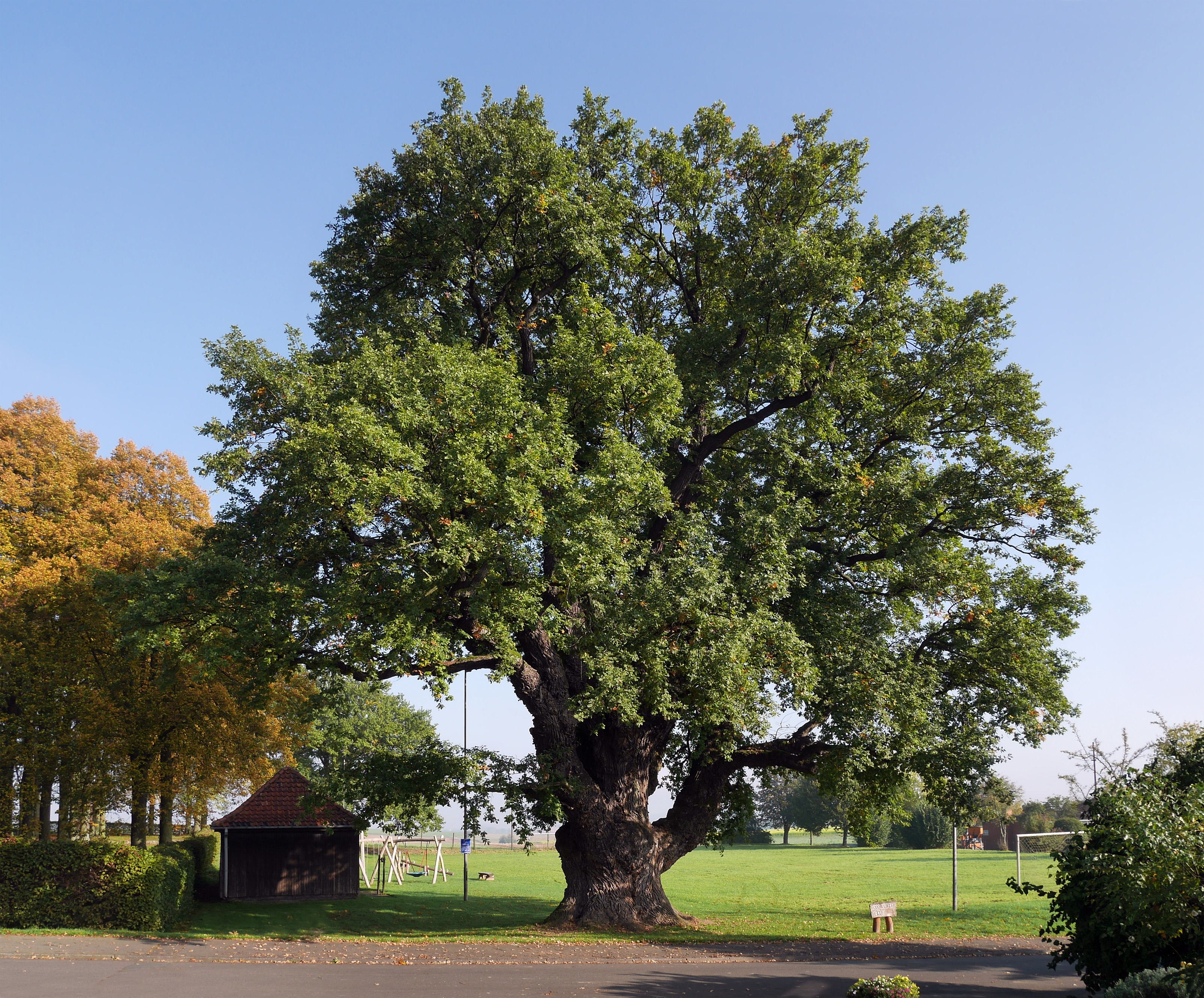
Gerichtseiche in Groß Schneen

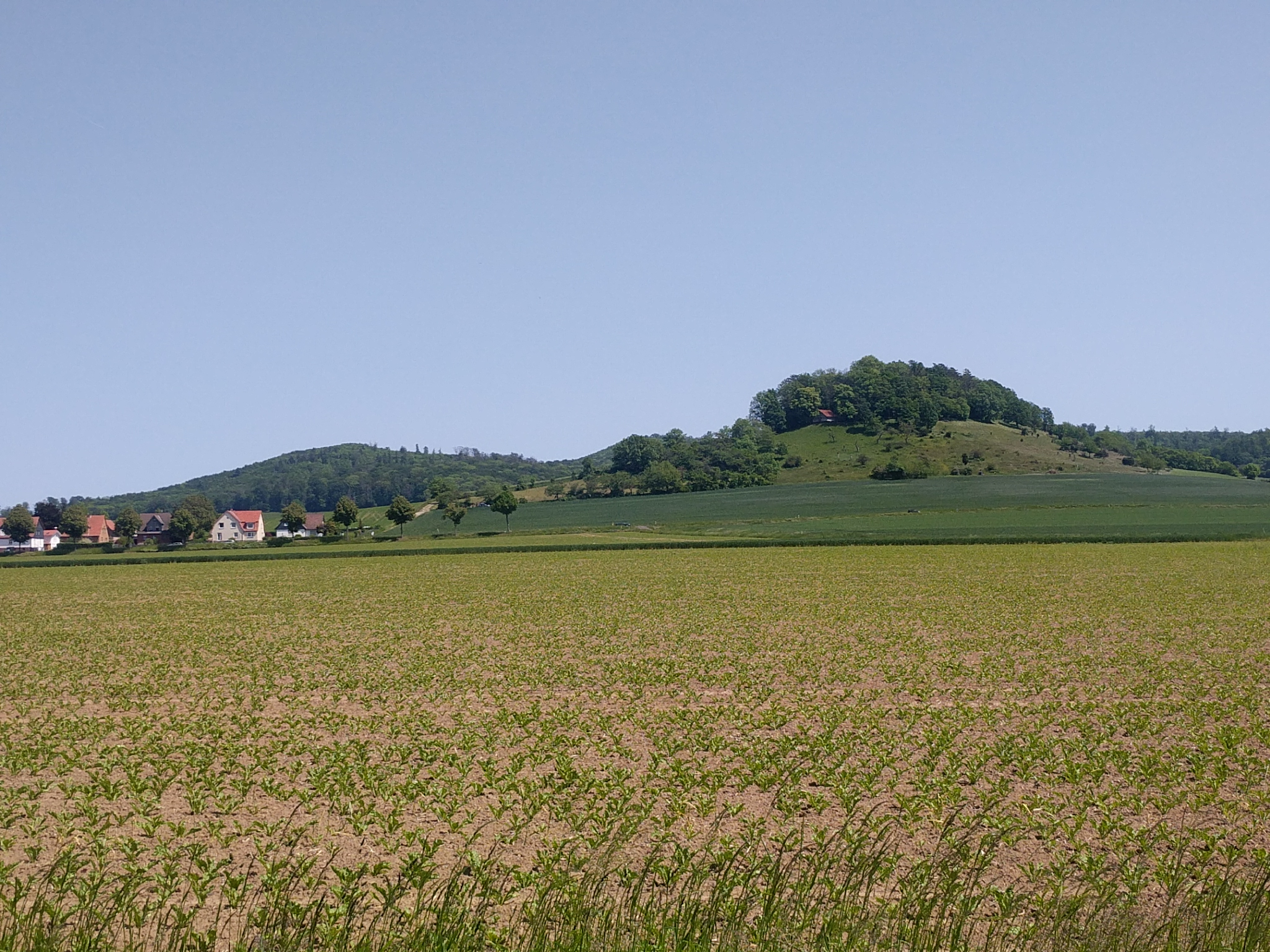
Südliches Ende von Groß Schneen mit dem Einzelberg, gesehen von Westen

Einwohner: 1792, Gesamtgröße: 11,14 km²
Groß Schneen (niederdeutsch Chrauten Snain) gehört, wie Funde aus der Jungsteinzeit bezeugen, zu den ältesten Siedlungen im Leinetal. 1022 wurde Groß Schneen erstmals urkundlich erwähnt. Damals trat es in den Urkunden über die Stiftung des St.-Michaels-Klosters zu Hildesheim als Snen auf. Spätere Bezeichnungen nennen den Ort Ostersneen, major Snen oder Grotensneyn.
Die jetzige Ortschaft bestand einst aus zwei Teilen, die jeweils eine eigene Kirche hatten. Bis in die jüngste Zeit wurde daher der obere, kleinere Teil des Ortes „das obere Dorf“ genannt. Wahrzeichen Groß Schneens ist die etwa 400 bis 500 Jahre alte Stieleiche auf dem Mühlenberg. Diese soll im Mittelalter die Halsgerichtsstätte des Amtes Friedland gewesen sein. Am 27. April 2025 wurde die seit 1913 als Naturdenkmal geschützte Eiche von der Deutschen Dendrologischen Gesellschaft zum Nationalerbe-Baum ausgezeichnet. Einfluss auf die Topographie des Ortes nehmen der kegelförmige, 247 m hohe Einzelberg im Süden und der Mühlenberg im Nordwesten, dessen Ausläufer bis dicht an die Leine reichen. Ein weiteres Wahrzeichen bildet die St.-Michaelis-Kirche, in einer ihrer ersten Nennungen 1290 fungiert sie als inferioris Ecclesie. 1623 fiel sie einem Brand zum Opfer und wurde 1705 wieder aufgebaut.
Durch seine Lage in einer flachen Senke über der Leine und seine große fruchtbare Feldmark konnte der Ort in der Vergangenheit vielen Menschen Arbeit und Brot geben. Heute profitiert die Ortschaft vor allem von ihrer günstigen Lage zum Oberzentrum Göttingen. So wurden in den letzten Jahren mehrere Wohn- und Gewerbegebiete erschlossen.
Groß Schneen hat sich zum Grundzentrum der Gemeinde Friedland entwickelt, in dem alle wesentlichen Infrastruktureinrichtungen vorgehalten werden: ein Kindergarten, ein Hort, eine Oberschule mit Gymnasialangebot sowie Versorgungseinrichtungen für den täglichen Bedarf und das Gesundheitswesen. Groß Schneen ist Sitz der Verwaltung der Gemeinde Friedland, im Ort findet sich auch eine Polizeistation der Polizeiinspektion Göttingen. Ein Mehrgenerationenhaus wurde am 6. Dezember 2007 eingeweiht. Dort befindet sich auch eine Kinderkrippe. Die vormals nördlich der Oberschule vorhandene „Einzelberg“-Grundschule wurde geschlossen, da die Oberschule mehr Räume beansprucht; Die Gemeinde Friedland unterhält seit dem Beginn des Schuljahres 2017/18 nur noch eine Grundschule in Friedland, die anlässlich der Zusammenlegung entsprechend erweitert wurde.
Groß Schneen hat ein reges Vereins- und Kulturleben. Alljährlich am 2. Septemberwochenende findet als Volksfest der Groß Schneer Kirmes oder auch – wie sie von den Einheimischen liebevoll auf Plattdeutsch genannt wird – Use Kermesse statt. Diese erinnert an die Weihe der St.-Michaelis-Kirche zu Groß Schneen im Jahre 1705, nachdem der Vorgängerbau während des Dreißigjährigen Krieges 1623, wie das gesamte Dorf, zerstört worden war.
Ortsrat
Der Ortsrat setzt sich aus sieben Ratsfrauen und Ratsherren zusammen.
| Ortsratswahl Groß SchneenWbt.: 71,54 % 403020100 26,34 %15,98 %36,16 %21,52 % CDUGrüneSPDFWGFdAnmerkungen:d Freie WählerGemeinschaft Friedland | Sitzverteilung im Ortsrat Groß Schneen 2021–2026Insgesamt 7 Sitze - SPD: 3 - Grüne: 1 - FWGF: 1 - CDU: 2 |

(Stand: Kommunalwahl am 12. September 2021)

### Ortsteil Klein Schneen

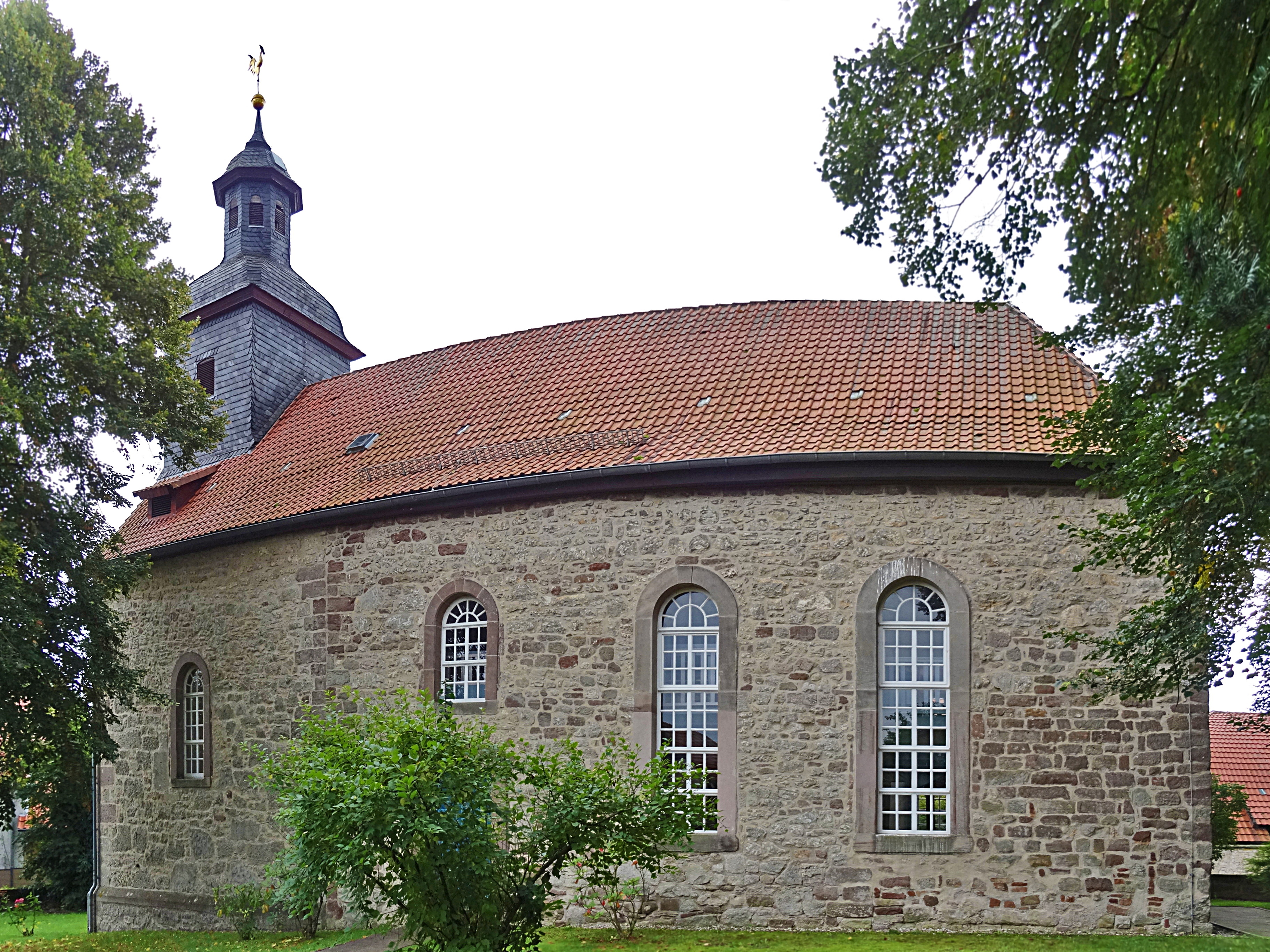
Kirche Klein Schneen

Einwohner: 593, Gesamtgröße: 5,95 km²
Klein Schneen wurde im Jahre 1036 zum ersten Mal urkundlich erwähnt. Die Ausläufer des 283 m hohen Drammberges im Nordwesten und die des 276 m hohen Eichen- bzw. Lohberges im Südwesten bilden die natürlichen Grenzen der Siedlungsfläche Klein Schneens. Wie Groß Schneen gehört auch Klein Schneen zu den ältesten Siedlungen des Göttinger Raumes, wie neolithische Siedlungsfunde am Südrand des Dorfes belegen.
Das Ortsbild wird geprägt durch ein kleinteiliges und verwinkeltes Straßen- und Wegenetz sowie durch das stattliche Rittergut mit seinen Gutsmauern und den großen Stallgebäuden, die teilweise interessante runde Dächer aufweisen. Die nahe gelegene Kirche liegt idyllisch inmitten kleiner von Fachwerkgebäuden gesäumter Gassen.
Südöstlich des Dorfes befinden sich mehrere Kiesteiche. Während einige dieser Teiche bereits „ausgebeutet“ sind und somit von Vereinen genutzt werden können, wird der größte Kiesteich (Kiessee Klein Schneen) noch als Bedarfsgrube betrieben. Die Abbaurechte liegen bei einer Firma, die nach Pressemeldungen im August 2014 dort jedoch schon seit Jahren keinen Kiesabbau mehr betreibe. Während das Baden nach Pressemeldungen offiziell verboten sei, ist der See auf Internetportalen von Tauchern verzeichnet und ausführlich beschrieben. Das Tauchen wird auch von der Firma unterstützt.

### Ortsteil Lichtenhagen

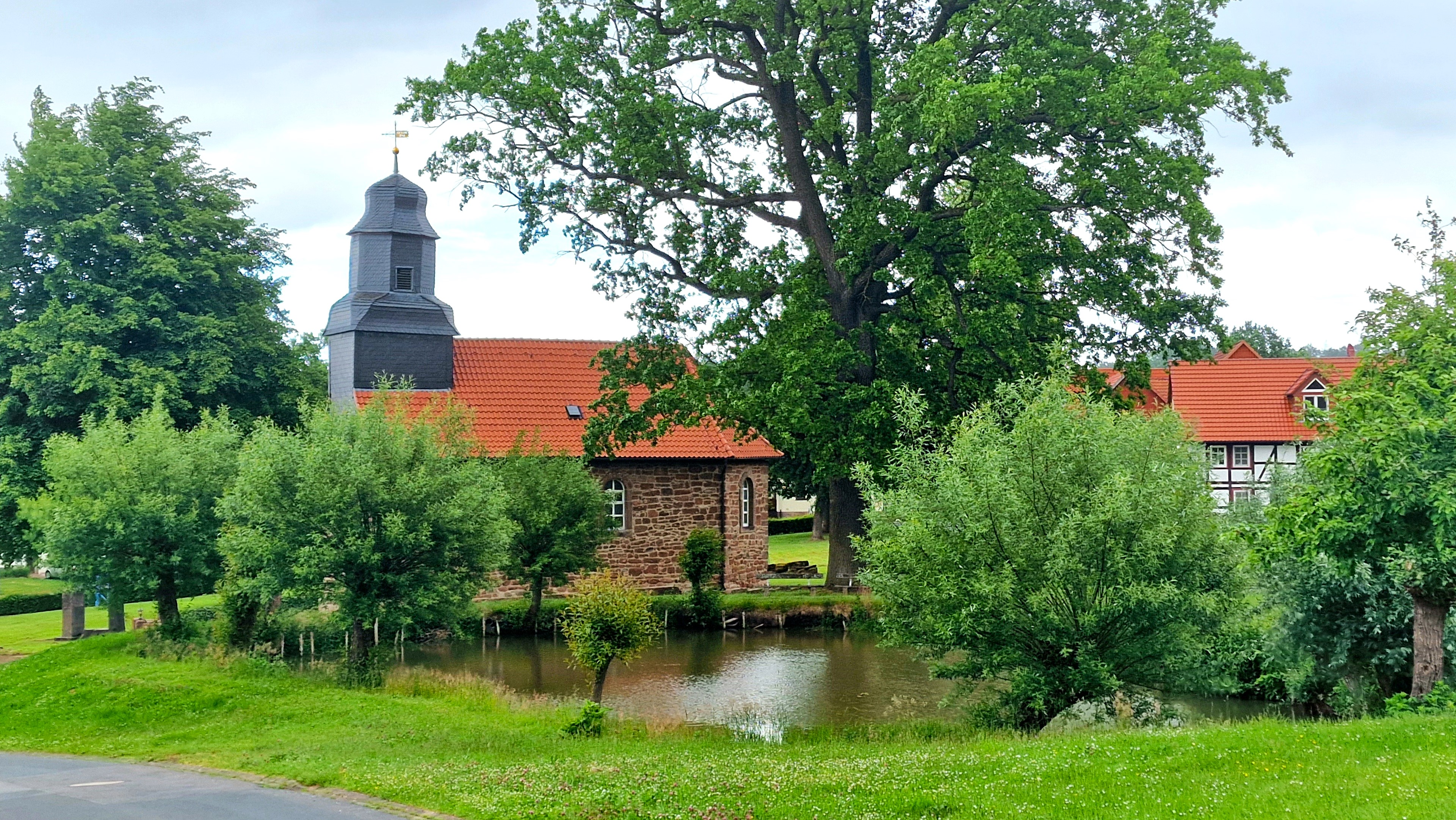
Blick auf den Anger mit Kirche und Teich

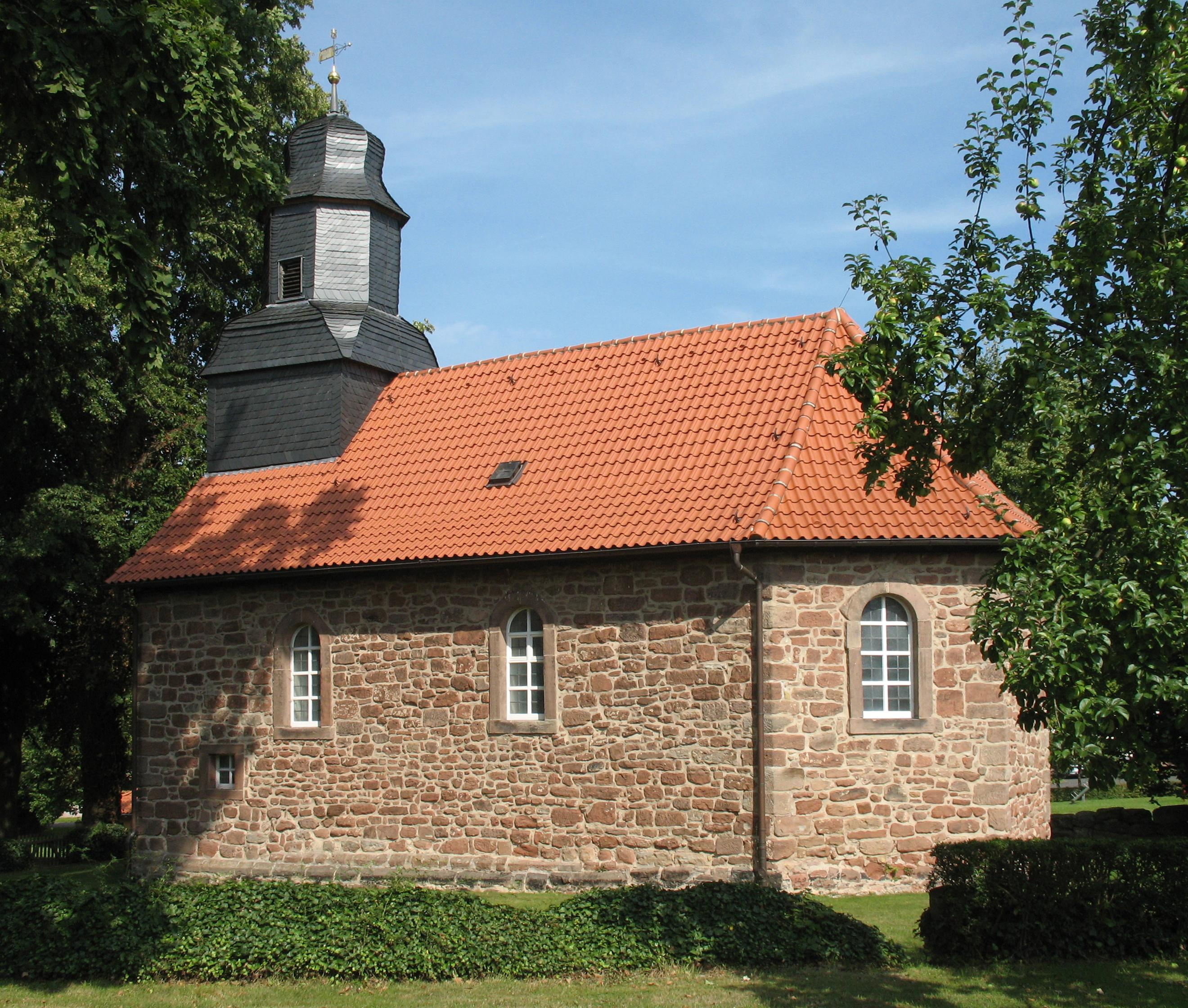
Kirche in Lichtenhagen

Einwohner: 118, Gesamtgröße: 2,04 km²
Lichtenhagen, im Jahre 1318 zum ersten Mal urkundlich erwähnt, gehört zu den drei höchstgelegenen Dörfern des Landkreises. Weitere Überlieferungen belegen, dass das Dorf im Mittelalter, als die Herren von Bültzingslöwen vom Mainzer Erzbischof das Dorf zum Lehen erhielten, es für eine gewisse Zeit wüst gelegen haben muss. Sie übten damals die Ober- und Untergerichtsbarkeit aus. Eine Wiederbesiedlung fand nach 1540 statt.
Obwohl nicht auf jeder Landkarte verzeichnet, so ist Lichtenhagen dennoch relativ leicht zu finden. Es befindet sich nur wenige Kilometer von dem so genannten Dreiländereck Niedersachsen-Hessen-Thüringen entfernt an der ehemaligen innerdeutschen Grenze und war bis zu deren Öffnung Wohnort von Zöllnern und Polizisten des Bundesgrenzschutzes und deren Familien.
Der rund 2 km südlich auf der A 38 rollende Ost-West-Verkehr macht sich im Ort auf Grund seiner geographisch waldreichen (Staatsforst Reinhausen, Hüttenholz) und bergigen Umgebung und weil die Autobahn hier über 1,7 km durch den Heidkopftunnel („Tunnel der Deutschen Einheit“) verläuft, nicht bemerkbar. Die Umgebung eignet sich zu Wanderungen und Spaziergängen.
Der Art nach ist Lichtenhagen ein Angerdorf mit einer bemerkenswert dreieckigen Form, bei dem alle Wohngebäude giebelständig zum Anger gerichtet sind; die zentral allein stehende Kirche, die sich im nahe gelegenen Löschwasserteich spiegelt, bietet einen malerischen Anblick. Es gibt nur wenige Neubauten aus den letzten 50 Jahren, dafür jedoch auf den ehemaligen Hofstellen ausgebaute Wohn- und Nebengebäude.
Ortsrat
Der Ortsrat setzt sich aus fünf Ratsfrauen und Ratsherren zusammen. Sie gehören alle der Wählergemeinschaft Lichtenhagen (WGL) an.
(Stand: Kommunalwahl am 12. September 2021)

### Ortsteil Reiffenhausen
Einwohner: 606, Gesamtgröße: 9,31 km²
Reiffenhausen (niederdeutsch Riepenhusen) liegt in einem großen nach Südwesten offenen Tal, umgeben von bewaldeten Hängen und Feldern. Von seinen vorgeschichtlichen Spuren zeugt die Kupferaxt von Reiffenhausen. Der Ort wurde 1118 erstmals in den Güterlisten des Klosters Reinhausen als Ripenhusen erwähnt. Knapp ein Jahrhundert später, im Jahre 1244 wurde der Ort erneut genannt, als der Vitztum Heidenreich auf dem Rusteberg dem Kloster Hilwartshausen den Zehnten in Ripenhusen schenkte. Es bildete eine Art Mitgift, da seine Tochter kurz zuvor in das Kloster eingetreten war. Ein weiterer Besitznachweis wird 1318 greifbar, damals besaß Erp von Bodenhausen einen jährlichen Zehnt des Ortes. Während der spätmittelalterlichen Wüstungsperiode lagen weite Teile der Ackerflur um die angrenzenden Dörfer, wie Etzenborn und Ludolfshausen, brach. Eine Hufe vor dem Fritzeberge bei Ludolfshausen wurde 1477 noch von Reiffenhausen bewirtschaftet, die übrige Flur jedoch als Viehweide genutzt. Als zu Beginn des 16. Jahrhunderts die Bevölkerung zunahm und die Landwirtschaft wieder einen Auftrieb erfuhr, begannen die Reiffenhäusener das brachliegende Land, zunächst in der eigenen Flur, und später am Fritzeberge, zu roden. Die Rodung am Fritzeberge brachte den Einwohnern jedoch bald Streit ein, da selbiges Land von den Hansteinern beansprucht wurde, die seit jeher ihrem Zinsherrn den Zins für die Gemarkung abgegeben haben. Die Auseinandersetzung wurde 1555 beigelegt, die Reiffenhäusener mussten die Rodung des Landes am Fritzeberge aufgeben. Das Ortsbild ist geprägt von alten, renovierten Fachwerkhäusern und von platzartigen Straßenraumerweiterungen im Verlauf der Bachstraße und entlang des den Ort durchfließenden Schleierbachs. Der mit einer Sandsteinmauer umfasste baumbestandene Thie und die Kirche mit dem davorstehenden Luthergedenkstein, Pfarrhaus und Kindergarten bilden weitere Mittelpunkte des Ortskerns.
Am Oberlauf des Schleierbachs befinden sich in unmittelbarer Nachbarschaft zum Campingplatz imposante Sandsteinfelsen in einem ausgedehnten Waldgebiet mit markierten Wanderwegen. Das auf dieser Seite des Ortes liegende Waldschwimmbad wurde 2008 vollständig renoviert und erweitert. Wie die nahegelegenen Sportanlagen (Turnhalle, Fußballplatz und Tennisplatz) wird es vom TSV Reiffenhausen betrieben. Das Dorfgemeinschaftshaus verfügt über Bücherei, Heißmangel, Sauna, Mosterei und Heimatmuseum.
2010 wurde das von Reiffenhäuser Bürgern selbst organisierte Wärmenetz der Bioenergiedorf Reiffenhausen eG fertiggestellt, durch das etwa die Hälfte der Häuser des Ortes mit der Abwärme einer Biogasanlage versorgt werden. Die Holznutzung in den zu Reiffenhausen gehörenden Wäldern wird von der Realgemeinde durch Gerechtsame organisiert (siehe auch Holzgerechtsame).
Ortsrat
Der Ortsrat setzt sich aus fünf Mitgliedern zusammen, die über die gemeinsame Liste „Wählergemeinschaft Reiffenhausen“ (WGR) kandidiert haben.

## Kultur und Sehenswürdigkeiten

### Naturdenkmäler
- Gerichtseiche in Groß Schneen mit einem Brusthöhenumfang von 7,82 m (2014).[17]

## Söhne und Töchter der Stadt
- Georg Ludolf Dissen (1784–1837), klassischer Philologe
- Hermann von Christen (1841–1919), Reichstagsabgeordneter der Freikonservativen Partei
- Wilhelm Jastram (1860–1936), Schriftsteller und Heimatforscher
  - siehe auch Schnehen (Adelsgeschlecht)

## Ehrungen
Nach Friedland wurden (mindestens) zwei Siedlungen in Nordrhein-Westfalen benannt, in Rhede und im Ortsteil Clarholz der Gemeinde Herzebrock-Clarholz. In Clarholz sind in einem Neubaugebiet mit 134 Wohnungen in den 1970er Jahren 400 Spätaussiedler vor allem aus dem heutigen Polen angesiedelt worden, was damals 10 Prozent der Bevölkerung des Ortsteils ausmachte.